# Cophocerotis fallax
Cophocerotis fallax är en fjärilsart som beskrevs av Max Joseph Bastelberger 1908. Cophocerotis fallax ingår i släktet Cophocerotis och familjen mätare. Inga underarter finns listade i Catalogue of Life.